# Gorizia Centrale
Gorizia Centrale (włoski: Stazione di Gorizia Centrale) – stacja kolejowa w Gorycji, w regionie Friuli-Wenecja Julijska, we Włoszech. Znajdują się tu 2 perony. Jest zarządznan przez Rete Ferroviaria Italiana i Centostazioni. Została otwarta w 1860.
Stacja obsługujre rocznie 1 400 000 pasażerów i jest piątą co do wielkości w regionie.